# 沙鲁丁莫哈末沙烈
沙鲁丁·莫哈末沙烈，马来西亚政治人物，为祖国斗士党党员。曾经担任祖国斗士党柔佛州主席、前土著团结党总秘书（2016年至2018年），也是前马来西亚直辖区部副部长（2018年至2020年），以及柔佛州四加亭国会议员（2018年至2022年）。

## 个人背景
沙鲁丁毕业於英国布拉德福德大学，并拥有公共工程博士学位。

## 政治生涯
曾擔任马来西亚青体部、贸消部、农业部和贸工部政治秘书等職。在2008年和2013年马来西亚大选中，沙鲁丁代表國民陣線参加柔佛州议会选举并赢得柔勒议席。沙鲁丁曾于2010年2月1日至2016年10月8日担任马来西亚国家翻译与书籍学院（ITBM）主席一职。2016年10月7日，沙鲁丁跟随慕尤丁加入由前首相马哈迪·莫哈末成立的土著团结党，使柔佛国阵在州立法议会首次失去绝对多数三分二的执政优势。
沙鲁丁加入由马哈迪·莫哈末创立的祖国斗士党。2022年柔佛州选，祖国斗士党柔州主席沙鲁丁上阵吗什州席。